# Сымао
Сыма́о (кит. упр. 思茅, пиньинь Sīmáo) — район городского подчинения городского округа Пуэр провинции Юньнань (КНР).

## История
Во времена империи Цин в 1735 году был создан Сымаоский комиссариат (思茅厅). После Синьхайской революции в Китае была проведена реформа структуры административного деления, в ходе которой комиссариаты были упразднены, и поэтому в 1913 году Сымаоский комиссариат был преобразован в уезд Сымао (思茅县).
В 1927 году из уезда Сымао были выделены уезды Пувэнь (普文县) и Люшунь (六顺县). В 1933 году уезд Пувэнь был вновь присоединён к уезду Сымао.
После вхождения провинции Юньнань в состав КНР в 1950 году был образован Специальный район Нинъэр (宁洱专区), и уезды Сымао и Люшунь вошли в его состав.
Постановлением Госсовета КНР от 2 апреля 1951 года Специальный район Нинъэр был переименован в Специальный район Пуэр (普洱专区).
Постановлением Госсовета КНР от 28 марта 1953 года Специальный район Пуэр был переименован в Специальный район Сымао (思茅专区), а местом размещения властей специального района стал уезд Сымао.
3 ноября 1953 года уезд Люшунь (六顺县) был присоединён к уезду Сымао.
Постановлением Госсовета КНР от 1 сентября 1954 года из Специального района Сымао был выделен Сишуанбаньна-Дайский автономный район окружного уровня (立西双版纳傣族自治区（地级）), в состав которого из уезда Сымао были выделены волости Пувэнь (普文乡) и Сянна (象明乡).
Постановлением Госсовета КНР от 19 октября 1957 года Специальный район Сымао был расформирован, а входившие в его состав административные единицы перешли в состав Сишуанбаньна-Дайского автономного округа.
Постановлением Госсовета КНР от 13 сентября 1960 года уезд Сымао был присоединён к уезду Пуэр.
Постановлением Госсовета КНР от 18 августа 1964 года был воссоздан Специальный район Сымао, и уезд Пуэр вернулся в его состав.
В 1970 году Специальный район Сымао был переименован в Округ Сымао (思茅地区).
Постановлением Госсовета КНР от 9 мая 1981 года был воссоздан уезд Сымао, в котором разместились окружные власти.
25 марта 1993 года уезд Сымао был преобразован в городской уезд Сымао (思茅市).
Постановлением Госсовета КНР от 30 октября 2003 года были расформированы округ Сымао и городской уезд Сымао, и образован городской округ Сымао (思茅市); территория бывшего городского уезда Сымао стала районом Цуйюнь (翠云区) в его составе.
Постановлением Госсовета КНР от 21 января 2007 года городской округ Сымао был переименован в городской округ Пуэр, а район Цуйюнь — в район Сымао.

## Административное деление
Район делится на 5 посёлков и 2 национальные волости.

## Транспорт
В январе 2021 года открылось 125-километровое скоростное шоссе «Сылань» (Сымао — Ланьцан-Лахуский автономный уезд).